# Scolomys
Scolomys é um género de roedor da família Cricetidae.

## Espécies
- Scolomys melanops Anthony, 1924
- Scolomys ucayalensis Pacheco, 1991